# Кониар, Модест Маврикиевич
Модест Маврикиевич Кониар (Коньяр) (1827—1890) — российский государственный деятель, действительный статский советник (1865). Архангельский и Бессарабский губернатор. музыкант-любитель, был дружен с М. И. Глинкой, К. А. Булгаковым, С. И. Штуцманом.

## Биография
Родился в 1827 году в Варшаве. Его отец — Моисей Кон (1782, Берлин – 1848, Дрезден), принявший после крещения имя Маврикий Яковлевич Конияр, банкир. Мать — Елизавета Александровна Слуцкая (1799–1878), дочь Александра Николаевича Слуцкого, откупщика еврейского происхождения и его жены Анны Ивановны Коэн. 
Братья и сестры:
- София Маврикиевна (род.1822). В первом браке — Якубовская, во втором — Обломиевская. Ее муж — Дмитрий Федорович Обломиевский (1804–1865), врач, доктор медицины, лейб-медик Александра II и Александра III. Их дочь — Елизавета Дмитриевна, в замуж. Дандре — теософка, вегетарианка, поклонница Е.П. Блаватской, одна из руководителей теософского общества Украины[2]. Внучка — Софья Эмильевна Дандре (1880? 1889–1986), была приговорена к ссылке в Сибирь (за подачу заявления о сохранении в Алупке церкви, подписанного группой верующих)[3][4], правнук — Петр Алексеевич Ган (1916–1993), биолог, лесовод, основатель лесоводства в Киргизии; в 1996 году его имя было присвоено Институту леса и ореховодства Академии наук Кыргызстана[5].
- Евгений Маврикиевич (1824–1890, Санкт-Петербург), арендатор изумрудных приисков на Урале[6]. Жена — Надежда Густавовна Гасфорт (1828–1885), дочь генерал-губернатора Западной Сибири Г.Х.Гасфорта. Их дети: сын — Всеволод Евгеньевич Кониар (1852–1907), гофмейстер Императорского Двора, член Государственного совета[7]; дочери — Евгения, Елизавета, Александра.
- Мария Маврикиевна (1828 ?1830—1895). Муж — князь Владимир Георгиевич Кастриото-Скандербек (1820–1879), композитор (развелись). Сын — Георгий Владимирович Кастриотто-Скандерберк-Дрекалович. Во втором браке — Гальперт.
- Екатерина Маврикиевна (1829–1897, Рим)[8], певица, получила известность в качестве исполнительницы романсов.
- Елизавета Маврикиевна (1834–1911). Муж — князь Владимир Васильевич Трубецкой (1825–1904), один из сыновей — Владимир Владимирович Трубецкой, контр-адмирал.

В службе и классном чине с 1846 года с определением на службу в Санкт-Петербургскую палату государственных имуществ. С июля 1855 года был Томским губернским прокурором и с 1858 года — управляющим Отделением Главного управления Западной Сибири.
С 5 октября по 30 ноября 1860 года Пермский вице-губернатор. С 1861 года Казанский вице-губернатор. В 1865 году произведён в действительные статские советники с назначением Вологодским вице-губернатором. Был награждён орденами Св. Станислава 1-й ст. (1871), Св. Анны 1-й ст. (1873) и Св. Владимира 2-й ст. (1878). Был известным благотворителем и меценатом; одна из газет писала о благотворительном концерте 6 марта 1877 года:

Из входящих в программу концертов пьес первое место по искусству исполнения занимало Adagio  Шуберта, исполненное на виолончели М. М. Кониар, под фортепианный аккомпанимент Е. М. Кониар… В игре М. М. Кониар, живо напоминавшей нам игру первоклассных музыкальных талантов нашей столицы, слышалась не только безупречная верность, но она проникнута была тем чувством, которое так обаятельно действует на душу, потрясая нервы слушателей…  
— Вестник Кемеровского государственного университета культуры и искусств. — Кемерово : Изд-во КемГУКИ, 2018. — № 43.
С 16 Мая 1880 года назначен Архангельским губернатором. С 1881 года назначен Бессарабским губернатором.
Умер в 1890 году.

## Семья
Жена (1856) — Ольга Философовна Горохова (род.1835), дочь томского купца-золотопромышленника Ф. А. Горохова.
Дети: 
- Ольга Модестовна (15.01.1860—1916) была замужем дважды; после смерти первого мужа, 31 августа 1907 года она стала женой (2-й) сенатора Георгия Владимировича Кастриотто-Скандерберк-Дрекаловича (1847—1919)[11], который приходился ей двоюродным братом.
- Елизавета Модестовна была замужем за князем, вице-адмиралом Л. А. Ухтомским.